# Classification des chênes
La classification des Chênes (Quercus) comprend environ 600 espèces situées majoritairement dans l'hémisphère Nord, dont 8 poussent spontanément en France.

## GenreQuercus

### Sous-genreCyclobalanopsis

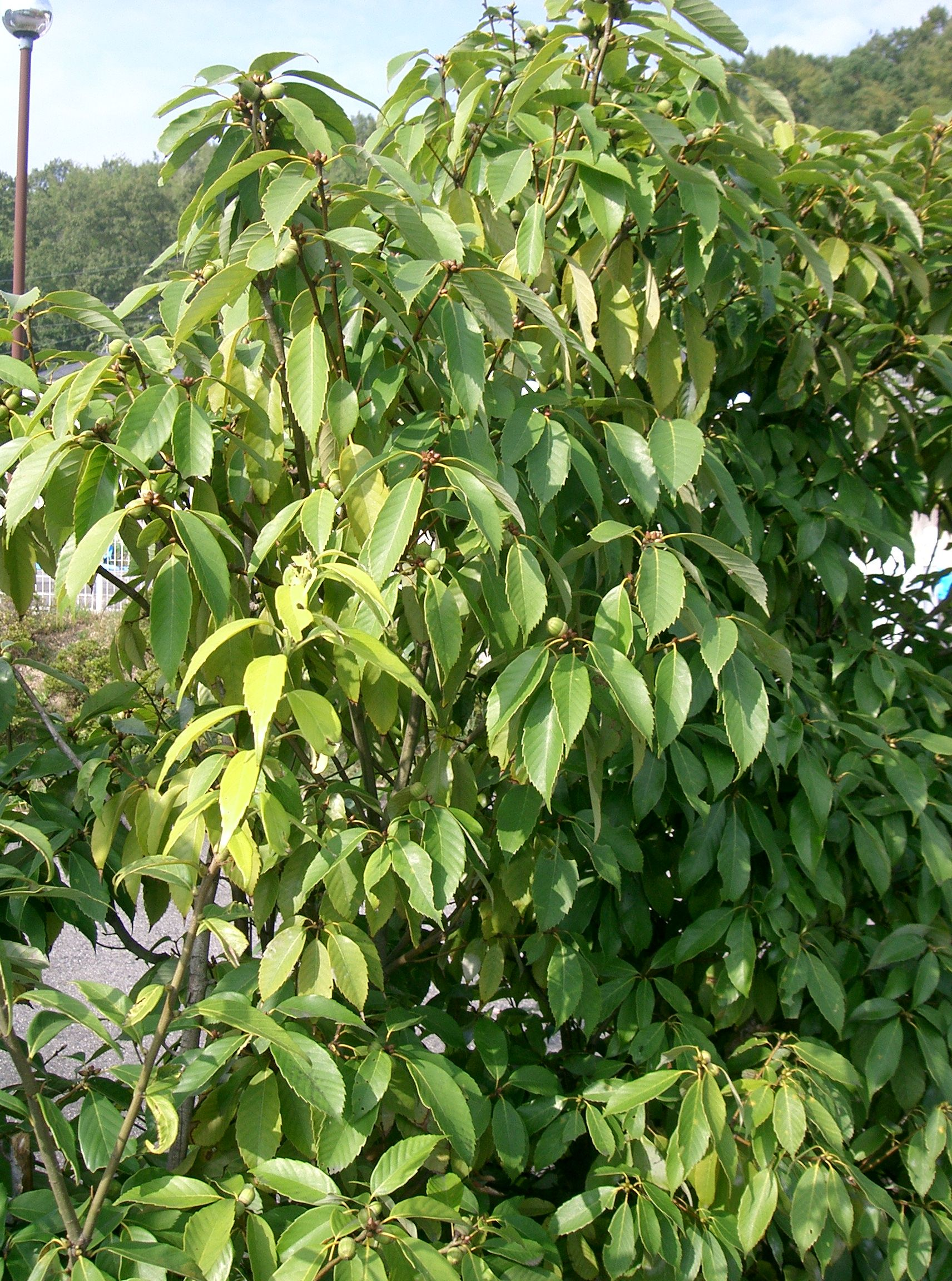
Feuilles de Quercus glauca (Cyclobalanopsis).

Feuilles persistantes, entières ou dentées mais jamais lobées, vert brillant dessus ; cupule du gland à écailles soudées disposées en anneaux concentriques ; toutes les espèces en Asie.

### Sous-genreQuercus

#### Section Quercus ( =Lepidobalanus)
inclut les Chênes blancs (Lepidobalanus), les Chênes d'Europe, d'Asie et d'Amérique et d'Afrique du Nord.
Styles courts ; glands mûrissent généralement en 6 mois, doux ou légèrement amers, endocarpe glabre.
- Quercus alba, Chêne blanc d'Amérique
- Quercus aliena
- Quercus arizonica, persistant
- Quercus austrina
- Quercus berberidifolia
- Quercus bicolor
- Quercus boyntonii
- Quercus canariensis
- Quercus cerrioides
- Quercus chapmanii
- Quercus congesta
- Quercus cornelius-mulleri
- Quercus copeyensis
- Quercus dalechampii
- Quercus depressipes
- Quercus dilatata
- Quercus douglasii, Chêne bleu ou Chêne de Douglas
- Quercus dumosa, persistant
- Quercus durata, persistant
- Quercus durandii
- Quercus emoryi, persistant
- Quercus engelmannii
- Quercus engleriana, persistant
- Quercus fabri
- Quercus faginea, Chêne du Portugal
- Quercus fruticosa
- Quercus fusiformis
- Quercus gambelii
- Quercus garryana
- Quercus geminata
- Quercus glabrescens, persistant
- Quercus glandulifera
- Quercus grisea
- Quercus haas
- Quercus hartwissiana
- Quercus havardii
- Quercus hinckleyi
- Quercus hondurensis
- Quercus iberica ou chêne de Géorgie
- Quercus ilex, Chêne vert, persistant
- Quercus infectoria
- Quercus intricata
- Quercus john-tuckeri
- Quercus laceyi
- Quercus lanata, persistant
- Quercus leucotrichophora
- Quercus liaotungensis
- Quercus lobata, Chêne blanc de Californie
- Quercus lodicosa, persistant
- Quercus lyrata
- Quercus macrocarpa
- Quercus mohriana
- Quercus michauxii
- Quercus minima
- Quercus mongolica
- Quercus montana
- Quercus muehlenbergii
- Quercus oblongifolia, persistant
- Quercus oglethorpensis
- Quercus peduncularis
- Quercus petraea, Chêne rouvre ou Chêne sessile
- Quercus polymorpha
- Quercus prinoides
- Quercus prinus
- Quercus pubescens, Chêne pubescent
- Quercus pungens
- Quercus reticulata, persistant
- Quercus robur, Chêne pédonculé
- Quercus rugosa
- Quercus sadleriana
- Quercus stellata
- Quercus toumeyi, persistant
- Quercus turbinella
- Quercus undulata
- Quercus vaseyana
- Quercus virginiana, persistant

#### SectionMesobalanus
Inclut les Chênes hongrois et apparentés d'Europe et d'Asie.
Styles longs ; glands murissent en 6 mois, amers, endocarpe glabre (assez proches de la section Quercus et parfois incluse dans celle-ci).
- Quercus dentata
- Quercus frainetto
- Quercus macranthera
- Quercus pontica, Chêne d'Arménie, Chêne pontin
- Quercus pyrenaica, Chêne tauzin
- Quercus vulcanica

#### SectionCerris
Section Cerris, les Chênes de Turquie et apparentés d'Europe et d'Asie.
Styles longs ; glands mûrissent en 18 mois, très amers, endocarpe glabre ou légèrement duveteux.
- Quercus acutissima Carruth. 1862, Chêne du Japon
- Quercus acrodonta, Seemen 1897, persistant, (synonyme Quercus phillyreoides)
- Quercus alnifolia, persistant
- Quercus aucheri, persistant
- Quercus baronii, persistant
- Quercus brantii
- Quercus calliprinos
- Quercus castaneifolia
- Quercus cerris, Chêne chevelu
- Quercus coccifera, Chêne kermès, persistant
- Quercus gilliana, persistant
- Quercus ithaburensis, chêne du mont Thabor
- Quercus libani, Chêne du Liban
- Quercus macrolepis
- Quercus semecarpifolia, persistant
- Quercus suber, Chêne liège, persistant
- Quercus trojana
- Quercus variabilis

#### SectionProtobalanus
Inclut les Chênes du Sud-Est des États-Unis et du Nord-Ouest du Mexique.
Styles courts, les glands mûrissent en 18 mois, très amers, endocarpe duveteux.
- Quercus cedrosensis
- Quercus chrysolepis
- Quercus palmeri
- Quercus tomentella
- Quercus vacciniifolia

#### SectionLobatae( =Erythrobalanus)
Inclut les Chênes rouges d'Amérique du Nord, d'Amérique centrale et du Nord de l'Amérique du Sud.
Style long, glands longs mûrissent en 18 mois, très amers, endocarpes duveteux.
- Quercus acerifolia
- Quercus agrifolia, persistant
- Quercus arkansana
- Quercus buckleyi
- Quercus canbyi
- Quercus coccinea
- Quercus crassifolia
- Quercus crassipes, persistant
- Quercus cualensis
- Quercus depressa
- Quercus eduardii
- Quercus ellipsoidalis
- Quercus emoryi
- Quercus falcata
- Quercus gravesii
- Quercus graciliformis
- Quercus georgiana
- Quercus hirtifolia
- Quercus hintoniorum
- Quercus humboldtii
- Quercus hypoleucoides, persistant
- Quercus hypoxantha
- Quercus ilicifolia
- Quercus iltisii
- Quercus imbricaria
- Quercus incana
- Quercus inopina
- Quercus kelloggii, Chêne noir de Californie
- Quercus laevis
- Quercus laurifolia
- Quercus laurina
- Quercus marilandica
- Quercus myrtifolia, persistant
- Quercus nigra
- Quercus palustris, Chêne des marais
- Quercus parvula
- Quercus phellos
- Quercus pumila
- Quercus rhysophylla
- Quercus rubra, Chêne rouge d'Amérique
- Quercus salicifolia
- Quercus sapotaefolia
- Quercus shumardii
- Quercus tardifolia
- Quercus texana
- Quercus velutina
- Quercus wislizeni, persistant